# 砺波大橋
砺波大橋（となみおおはし）は、富山県砺波市の庄川に架かる富山県道72号坪野小矢部線（主要地方道）の道路橋である。礪波大橋、権正寺橋の別称を持つ。

## 概要
- 左岸 - 富山県砺波市東開発
- 右岸 - 富山県砺波市権正寺
- 形式 - 連続トラス橋[1]
- 橋長 - 460.1 m[1]
- 幅員 - 6 m（車道）＋0.75 m×2（歩道）[1]
- 竣工 - 1969年（昭和44年）10月28日[2]